# Megalepthyphantes turkeyensis
Megalepthyphantes turkeyensis là một loài nhện trong họ Linyphiidae.
Loài này thuộc chi Megalepthyphantes. Megalepthyphantes turkeyensis được miêu tả năm 2005 bởi Andrei V. Tanasevitch, Kunt & Seyyar.